# Hopi (cohete)
Hopi fue el nombre de un modelo de cohete sonda estadounidense desarrollado a finales de los años 1950 y propulsado por combustible sólido.
Se lanzó 12 veces en diferentes configuraciones, entre el 21 de junio de 1960 y el 11 de mayo de 1963.

## Versiones

### Hopi
La versión básica.
Especificaciones
- Empuje en despegue: 27 kN
- Masa total: 100 kg
- Diámetro: 0,17 m
- Longitud total: 5,5 m

### Hopi Dart
Cohete de una sola etapa con un dardo inerte en la parte superior de 0,035 metros de diámetro y 1,128 metros de largo que contenía virutas de Mylar y un sistema de eyección para liberarlas. La primera etapa ardía durante 2,4 segundos y el arrastre aerodinámico separaba el dardo de la etapa principal al apagarse esta. El dardo alcanzaba los 85 km de altura y la carga se liberaba 135 segundos después del lanzamiento. Las virutas de Mylar se seguían mediante radar para realizar mediciones aeronómicas.
Especificaciones
- Carga útil: 4,99 kg
- Apogeo: 116 km
- Empuje en despegue: 28 kN
- Masa total: 38 kg
- Diámetro: 0,11 m
- Longitud total: 3,32 m